# Козлов, Леонид Николаевич
Леони́д Никола́евич Козло́в (1927—1998) — советский и российский учёный, доктор технических наук, член-корреспондент Академии наук СССР (1987). Заслуженный деятель науки и техники РСФСР (1977), Герой Социалистического Труда (1985), лауреат Ленинской и Государственных премий. Профессор Пермского политехнического института.

## Биография
Окончил Казанский химико-технологический техникум (1950), получил специальность техник-механик; Московское высшее техническое училище им. Баумана (1955), инженер-механик. Доктор технических наук (1977), профессор (1980).
В 1951—1953 годах работал на заводе им. С. М. Кирова (г. Молотов); в 1953—1966 годах — в Научно-исследовательском институте полимерных материалов (НИИПМ): инженер-конструктор, начальник лаборатории, с 1964 года — директор; в 1966—1990 годах — генеральный директор НПО им. С. М. Кирова.
Руководил разработкой широкого спектра порохов, твердых топлив и других материалов, входящих в состав боеприпасов, зарядов и ракетных двигателей; созданием мощной сырьевой и производственной базы по отработке и производству зарядов твердого топлива. Участник конструктивной разработки и внедрения в производство зарядов твердого топлива для вооружения практически всех родов войск (свыше 260 изделий), разработки уникальных технологических процессов и оборудования для переработки специальных материалов, разработки ряда наукоемких направлений работ по созданию материалов и изделий общепромышленного назначения и ТНП. Разработки, определяющие уровень технологического совершенства предприятий, внедрены на НПО им. С. М. Кирова, химкомбинате «Россия» (Каменск-Шахтинский, Ростовская область), заводе «Прогресс» (г. Кемерово). Автор 650 печатных работ. Имеет 298 авторских свидетельств и патентов на изобретения.
Внук — Леонид Сергеевич Козлов, директор ФКП «Пермский пороховой завод».

## Награды и звания
Заслуженный деятель науки и техники РСФСР (1977), Почётный гражданин Пермской области (1998). Лауреат Ленинской премии (1981), Государственных премий СССР (1977), РФ (1999, посмертно). Награждён орденами Ленина (1966, 1971, 1974, 1985), Дружбы (1997), медалями СССР, медалями Федерации космонавтики СССР им. академиков Королева, Надирадзе, Челомея.
- Медаль «Серп и Молот»